# Ла Масана
Ла Масана е една от 7-те общини на Андора. Населението ѝ е 9664 жители (2008 г.), а има площ от 65 кв. км. Намира се в северозападната част на страната. Името на общината идва от латинското наименование за вид ябълка. Общината е изключително планинска и съдържа най-високата планина в Андора с надморска височина от 2942 м. На запад общината граничи с Испания. Развит е зимният туризъм.